# سوداگران مرگ (فیلم)
سوداگران مرگ فیلمی به کارگردانی ناصر ملک مطیعی و نویسندگی منوچهر مطیعی محصول سال ۱۳۴۱ است. این فیلم نخستین ساخته این بازیگر به‌شمار می‌آید که از پایه‌گذاران سینمای جنایی در ایران است.

## دربارهٔ فیلم
سوداگران مرگ یکی از اولین فیلم‌های جنایی قابل اعتنای تاریخ سینمای ایران، در کنار کارگردان ارمنی ساموئل خاچیکیان است که در آن سال‌ها با فیلم‌های فریاد نیمه شب، یک قدم تا مرگ و دلهره ساخت فیلم‌های جنایی در ایران را باب کرده بود. جمال امید سینمایی‌نویس مجلهٔ فیلم و هنر در ردیف ده فیلم برگزیدهٔ تاریخ سینمای ایران جای داده‌است. زیرا به گفتهٔ او، ملک مطیعی در بیان زندگی پرمخاطرهٔ قاچاقچیان، احساسات و برخوردهای آن‌ها شیوه ای واقع گرایانه بکار گرفته و با ظرافت و دیدی مستند رخنه و نفوذ یک پلیس در جمع قاچاقچیان را تصویر کرده بود. این فیلم از نظر تجاری نتوانست موفقیتی کسب کند و به شدت شکست خورد.

## داستان فیلم
سوداگران مرگ ـ فروشندگان هروئین ـ به کار قاچاق مواد مخدر مشغولند. مأمور پلیسی به نام ناصر، ناصر ملک مطیعی، که در گمرک جنوب در ادارهٔ مبارزه با مواد مخدر فعال است، برای شناسائی و دستگیری چنگیز و افرادش با قطار عازم تهران می‌شود. او در قطار با زنی به نام شیرین، ویکتوریا نرسسیان، آشنا می‌شود که عضو گروه قاچاقچی‌ها است، اما مایل به همکاری با آن‌ها نیست. شیرین به ناگزیر و برای کمک به شوهرش، که فلج و معتاد است، به این همکاری تن داده‌است.
وقتی به تهران می‌رسند شیرین دستگیر می‌شود. چنگیز و افرادش شوهر شیرین را به قتل می‌رسانند و شیرین، پس از اطلاع از مرگ همسرش، به ناصر کمک می‌کند تا گروه قاچاقچی‌ها شناسائی شوند.
شیرین به دام افراد گروه می‌افتد و ناصر او را نجات می‌دهد و افراد گروه را دستگیر می‌کند. او به شیرین قول می‌دهد که تلاش خواهد کرد تا در مجازات او تخفیف قائل شوند.

## بازیگران
- ناصر ملک‌مطیعی
- ویکتوریا نرسسیان
- واهیک
- فریدون نریمان
- مسعود زادگان
- علی‌اصغر شریف‌زاده
- فیما
- رحمانی
- بهنام